# 钱巨炎
钱巨炎（1963年5月—），浙江省绍兴市诸暨市人，中华人民共和国政治人物。

## 生平
1983年7月，毕业于江西财经学院财政专业。1993年4月至1998年3月，任浙江省财政厅农财农税处处长。1995年2月，兼省农业综合开发办副主任。后担任浙江省财政厅行政事业处处长；浙江省财政厅副厅长。2008年2月至2017年，担任浙江省财政厅厅长、党组书记，浙江省地方税务局局长。2017年3月，任浙江省金融控股有限责任公司党委书记、董事长。2018年2月，被调查。